# Laza Ristovski
Laza Ristovski (Novi Pazar, 23 gennaio 1956 – Belgrado, 6 ottobre 2007) è stato un tastierista serbo.

## Biografia
Il primo gruppo di Ristovski, attivo nei primi anni '70, è stato i Bezimeni.
Nel periodo 1975-1976 e poi nuovamente dal 1979 al 1981 ha fatto parte degli Smak.
Nel 1976, dopo essere stato contattato da Goran Bregović, è entrato nel gruppo Bijelo Dugme, uno dei gruppi più importanti e influenti nei Paesi balcanici. Ha preso parte quindi alle registrazioni dell'album Eto! Baš hoću!. Ha lasciato la band nel 1977.
Insieme al batterista Ipe Ivandić ha realizzato l'album collaborativo Stižemo, uscito nel 1978.
Nel 1982 ha pubblicato il suo primo album da solista.
Nel 1985 è di nuovo entrato nella formazione dei Bijelo Dugme, restandovi fino al 1989 e contribuendo così ad altri due album in studio del gruppo: Pljuni i zapjevaj moja Jugoslavijo (1986) e Ćiribiribela (1988).
Nel 1990 ha collaborato con gli Osvajači per il loro album di debutto.
Nel 2006 ha inciso un album tributo con versioni strumentali di brani di Simon & Garfunkel.
È deceduto all'età di 51 anni a causa della sclerosi multipla.

## Discografia solista
- 1982 - Merge
- 1983 - 2/3
- 1984 - Vojnički dani
- 1984 - Roses for a General
- 1993 - Quit
- 1997 - Muzika iz filma Nečista krv
- 2003 - Gondola
- 2006 - Laza Ristovski Plays Simon & Garfunkel
- 2008 - Drvo života (postumo)